# 卫奇塔州立大学
卫奇塔州立大学（英語：Wichita State University，縮寫：WSU）是美国堪萨斯州的一所公立大学，始建于1895年，是堪萨斯评议委员会中的第三大院校。
卫奇塔州立大学拥有超过60个本科学位项目和超过200个研究项目分布在6个学院里。研究生院拥有100多个各领域专家学者，提供44个硕士学位。其主要博士学位如：应用数学、听力学、化学、交际障碍、臨床護理、物理治疗、心理学、教育管理、航空航天、工业、机械工程、电子工程和计算机科学。
卫奇塔州立大学有4个主要校区。截止2014年统计数据，该校拥有学生15,003名。

## 沿革
1886年，费尔蒙特学院建立，它是卫奇塔州立大学的前身。
1926年，学校改名为“卫奇塔大学”。

## 院系
该校拥有6个学院：管理学院、教育学院、工学院、艺术学院、医疗护理学院以及社会科学学院。

## 体育

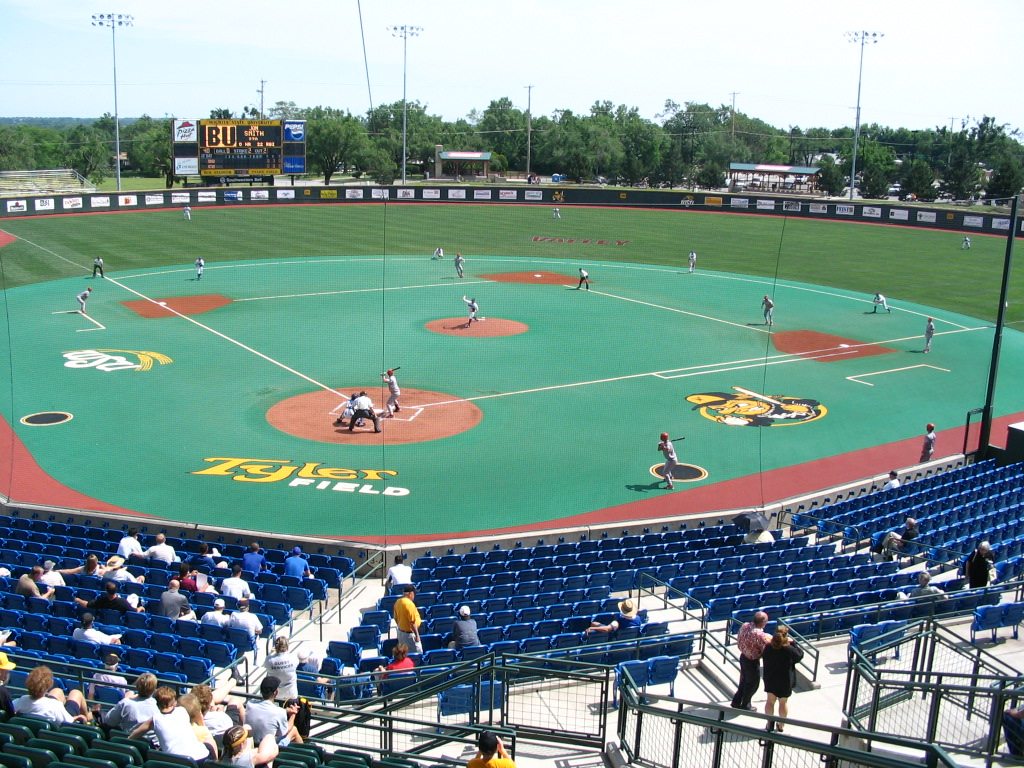
学校橄榄球场。

篮球是学校的主要体育项目。

## 著名校友
- 卡丹·科爾比

## 外部連結
- （英文） 官方网站
- （英文） Official Athletics website （页面存档备份，存于）
- （英文） Main Campus Map (PDF)